# رودری مورگان
هیول رودری مورگان (انگلیسی: Hywel Rhodri Morgan؛ زادهٔ۲۹ سپتامبر ۱۹۳۹ – ۱۷ مهٔ ۲۰۱۷) سیاست‌مدار٬ عضو و رهبر حزب کارگر ولز٬ و تا پایان عمر نخستین وزیر اول اهل ولز بود. 